# Kristianstads Fotbollsförening
Il Kristianstads Fotbollsförening, generalmente abbreviato in Kristianstads FF, è stato una società calcistica svedese con sede a Kristianstad. Disputava le proprie partite casalinghe al Kristianstads IP.

## Storia
Il Kristianstads FF è nato ufficialmente nel 1990 in seguito alla fusione di due club preesistenti, l'IFK Kristianstad e il Vilans BoIF. Ha iniziato la sua attività in Division 3 (nel raggruppamento geografico dell'area del Sydöstra Götaland).
Dal 1994 in poi ha militato in terza serie per gran parte degli anni '90, fatta eccezione per il torneo 1999 disputato nel secondo campionato nazionale, l'unico nella storia attuale del club: a causa della riforma dei campionati, il 9º posto finale non è stato sufficiente a mantenere il posto in categoria.
Due anni dopo si è registrata un'altra retrocessione, con la discesa in quarta serie, seguita da un'immediata risalita. Lo stesso saliscendi si è verificato anche tra il 2007 e il 2008.
Nel dicembre 2015 il Kristianstads FF si è fuso con il Kristianstad BoIS, dando vita di fatto a una nuova società chiamata Kristianstad FC.